# Відносна виживаність
Відносна виживаність в аналізі виживаності обчислюється шляхом ділення загальної виживаності після встановлення діагнозу на виживаність, яка спостерігається в аналогічній популяції без цього діагнозу. Аналогічну популяцію складають особи з віком та статтю, подібними до тих, у кого діагностовано захворювання.
При описі виживаності групи людей або пацієнтів, як правило, використовується показник загальної виживаності, який представляє оцінку частки людей або пацієнтів, які є живими у певний момент часу. Проблема вимірювання загальної виживаності за допомогою методів Каплана-Мейєра або актуарної виживаності полягає в тому, що вони включають дві причини смерті: смертність від певної хвороби та смертність від усіх інших причин, що включає старість, інші види раку, травми та будь-які інші можливі причини смерті. Загалом при аналізі виживаності цікавить скоріше смерть від певної хвороби, а не від усіх причин. Таким чином, для вимірювання виживаності при певній хворобі, застосовується показник "причиноспецифічна виживаність". Існують два способи проведення аналізу причиноспецифічної виживаності, "аналіз виживаності конкуруючих ризиків" та "відносна виживаність".

## Аналіз конкурентних ризиків
Ця форма аналізу відома завдяки використанню свідоцтв про смерть. У традиційному загальному аналізі виживаності причина смерті не має значення. У аналізі конкурентних ризиків переглядається кожне свідоцтво про смерть. Якщо хвороба, що представляє інтерес, - рак, а пацієнт помирає в результаті автомобільної аварії, пацієнт позначається як вибувший з аналізу (цензурований), а не як померлий. Проблеми з цим методом виникають внаслідок того, що кожна лікарня та/або реєстр можуть по-різному кодувати причини смерті.
Наприклад, існує розбіжність у способі кодування/маркування пацієнта, який страждає на рак і закінчив життя самогубством. Крім того, якщо пацієнту видаляють око через рак цього органу і він помирає від дорожньо-транспортної пригоди внаслідок того, що не бачив машини, його часто не включають в аналіз (цензурують), і не вважають померлим від раку чи його наслідків.

## Відношення ризику
Аналіз відносної виживаності є більш складним, ніж "аналіз конкуруючих ризиків", але вважається золотим стандартом для проведення аналізу причиноспецифічної виживаності. Він базується на двох показниках: загальному ризику, який спостерігається у популяції з хворобою, та фоновому або очікуваному ризику серед загальної або фонової популяції.
Смертність від хвороби за певний період часу - це загальна кількість смертей мінус очікувана кількість смертей у загальній популяції. Якщо в популяції хворих на рак трапляється 10 смертей на сотню населення, але на сотню загальної популяції відбувається лише 1 смерть, то кількість смертей від захворювання (надлишковий ризик) становить 9 смертей на сто людей. Класична формула для обчислення надлишкового ризику така:
{\displaystyle \lambda =\lambda ^{*}+\nu \,\!}
{\displaystyle \lambda ={\text{Загальна кількість смертей}},~\lambda ^{*}={\text{Очікувана кількість смертей}},~\nu ={\text{Хворобоспецифічна смертність}}}
Формула не визначає частку виживших, а просто описує взаємозв'язок між хворобоспецифічними показниками смертності (надмірним ризиком), фоновими показниками смертності (очікуваною смертністю) та загальними показниками смертності. Рівень надлишкового ризику пов'язаний із відносною виживаністю, як і рівень загального ризику пов'язаний із загальною виживаністю.

## Виживаність при раку
Відносна виживаність зазвичай використовується для аналізу даних онкологічних хвороб. Оцінка причиноспецифічної виживаності з використанням кодування свідоцтв про смерть має значну неточність та непослідовність та не дозволяє порівняти показники між реєстрами.
Графа "причина смерті" різна у різних спеціалістів. Як кодувати пацієнта, який помер від серцевої недостатності після прийому хіміотерапевтичного засобу з відомими серцевими побічними ефектами? По суті, насправді важливим є те, від чого рівень смертності вищий, порівняно із загальною популяцією.
Якщо пацієнти частіше гинуть в автомобільних аваріях, можливо, сама пухлина або лікування від неї призводять до порушення зору чи розладів сприйняття, що призводить до того, що вони частіше гинуть в автокатастрофі. Крім того, було показано, що пацієнти, кодовані у великому реєстрі онкологічних захворювань у США як такі, що померли від причин, не пов'язаних з раком, помирають в 1,37 раза частіше, ніж представники загальної популяції.
Якщо б кодування було точним, цей показник повинен був складати приблизно 1,0, оскільки частка померлих не від раку (у популяції хворих на рак) повинна наближатися до рівня загальної популяції. Таким чином, використання показника відносної виживаності  забезпечує точний спосіб вимірювання показників виживаності, пов'язаних з певним раком.

## Епідеміологія
В епідеміології відносна виживаність (пов’язана із показником надлишкового ризику, на відміну від загальної виживаності) визначається як відношення спостережуваної виживаності до очікуваного або фонового рівня виживаності. Її можна сприймати як функцію виживаності Каплана-Меєра за певний рік, поділену на очікуваний рівень виживаності в тому конкретному році. Це зазвичай і називають відносною виживаністю (relative survival, RS).
Якщо помножити показники п’яти років поспіль, отриманий показник буде відомий як кумулятивна відносна виживаність (cumulative relative survival, CRS). Він аналогічний загальній п’ятирічній виживаності, але є способом описати специфічний для певного виду раку ризик смерті протягом п’яти років після встановлення діагнозу.

## Програмне забезпечення
Для оцінки відносної виживаності доступно кілька програмних комплексів. Моделювання регресії може бути виконано з використанням методів оцінки максимальної ймовірності за допомогою програмних комплексів Stata або R. 

## Дивіться також
- Виживаність
- П’ятирічна виживаність